# Map of the Soul: 7
Map of the Soul: 7 – czwarty album studyjny południowokoreańskiej grupy BTS, wydany 21 lutego 2020 roku. Jest to kontynuacja minialbumu z 2019 roku – Map of the Soul: Persona, z którego pięć piosenek znalazło się na tym albumie.
Został wydany w czterech wersjach i zawiera 19 utworów, głównym singlem jest „On”. Wersja cyfrowa zawierała dodatkowo jeden utwór. Przed premierą płyta otrzymała ponad 4 mln zamówień, według dystrybutora Dreamus.

## Tło i promocja
Wydanie albumu zostało ogłoszone przez zespół 7 stycznia 2020 roku, a do przedsprzedaży został on udostępniony 9 stycznia. Tego samego dnia ukazał się oficjalny „comeback trailer”, zatytułowany „Interlude: Shadow”, w wykonaniu Sugi. „Mapa comebacku” albumu została opublikowana 8 stycznia, ujawniając harmonogram podzielony na cztery fazy. Zawierała wiele dat, w tym daty wydania dwóch singli z albumu.
Pierwszy singel albumu, „Black Swan”, został wydany 17 stycznia wraz z „filmem artystycznym” z choreografią w wykonaniu słoweńskiej MN Dance Company. BTS po raz pierwszy wykonali utwór 28 stycznia w programieThe Late Late Show with James Corden. Drugi „comeback trailer” zatytułowany „Outro: Ego”, w wykonaniu J-Hope’a, ukazał się 2 lutego. Od 9 lutego do 12 lutego zostały opublikowane cztery różne serie zdjęć koncepcyjnych.
16 lutego Big Hit ogłosiło, że album będzie zawierać w sumie dwadzieścia utworów, w tym współpracę z australijską piosenkarką Sią. 20 lutego został wydany w serwisie TikTok 30-sekundowy klip singla „On” i ze względu na dużą liczbę fanów próbujących uzyskać do niego dostęp spowodował chwilowe zawieszenie witryny. Pierwszy teledysk do On („Kinetic Manifesto Film: Come Prima”) został wydany w dniu premiery płyty, a drugi został wydany tydzień później.
Trasa promująca płytę, pt. Map of the Soul Tour, miała rozpocząć się  w kwietniu 2020 roku jednak z powodu pandemii COVID-19 trasa została przełożona.

## Kompozycja i produkcja
20 lutego, dzień przed wydaniem albumu, Big Hit opublikowało informacje o nadchodzącym albumie. W głównym singlu „On” zespół „zastanawia się nad swoim powołaniem i sposobem myślenia jako artystów przez siedem lat”. Jednym z autorów utworu „Louder Than Bombs” był Troye Sivan; „We Are Bulletproof: The Eternal” jest kontynuacją piosenki BTS „We Are Bulletproof: Part 2”; „UGH” został wykonany przez raperów z zespołu (RM, J-Hope i Suga), wyraża ich gniew wobec złośliwych hejterów, a „00:00 (Zero O’Clock)” został wykonany przez wokalistów (Jin, Jungkook, V i Jimin). Album zawiera wiele piosenek wykonanych przez jednego lub dwóch członków grupy (m.in. „Filter”, „My Time”, czy „Friends” (kor. 친구)).
Dzień po wydaniu albumu ukazał się film komentujący, który pokazywał ilość pracy włożonej w produkcję niektórych piosenek z tego albumu przez Kevina McKeowna – dyrektora Bruin Marching Band z UCLA Herb Alpert School of Music, Duane'a Benjamina – dyrygenta / dyrektora muzycznego, Dedricka Bonnera – dyrektora chóru oraz członków ich zespołów.

## Lista utworów
| CD  | CD | CD | CD                           | CD      |
| Nr  | Tytuł utworu                                                                                          | Słowa i muzyka | Produkcja                    | Długość |
| --- | --- | --- | ---------------------------- | ------- |
| 1.  | „Intro: Persona” (wyk. RM)                                                                            | Hiss Noise, RM, Pdogg | Hiss Noise                   | 2:54    |
| 2.  | „Jageun geotdeureul wihan si (Boy with Luv)” (kor. 작은 것들을 위한 시 (Boy with Luv)) (feat. Halsey) | Pdogg, RM, Melanie Joy Fontana, Michel "Lindgren" Schulz, "Hitman" Bang, Suga, Emily Weisband, J-Hope, Ashley Frangipane                                                                                       | Pdogg                        | 3:49    |
| 3.  | „Make It Right”                                                                                       | Fred Gibson, Ed Sheeran, Benjy Gibson, Jo Hill, RM, Suga, J-Hope | Fred Gibson                  | 3:42    |
| 4.  | „Jamais Vu” (wyk. Jin, J-Hope i Jungkook)                                                             | McCoan, Owen Roberts, Thomson, Graham, James F. Reynolds, RM, J-Hope, "Hitman" Bang | Arcades, Bad Milk, McCoan    | 3:46    |
| 5.  | „Dionysus”                                                                                            | Pdogg, J-Hope, Supreme Boi, RM, Suga, Roman Campolo | Pdogg                        | 4:08    |
| 6.  | „Interlude: Shadow” (wyk. Suga)                                                                       | Suga, El Capitxn, Ghstloop, Pdogg, RM | Suga, El Capitxn, Ghstloop   | 4:20    |
| 7.  | „Black Swan”                                                                                          | Pdogg, RM, August Rigo, Vince Nantes, Clyde Kelly | Pdogg                        | 3:18    |
| 8.  | „Filter” (wyk. Jimin)                                                                                 | Tom Wiklund, Hilda Stenmalm, "Hitman" Bang, Lee Seu-ran, Lutradanke, Bobby Jung, Ahn Bok-jin, Fallin' Dild, Neon Boy                                                                                           | Tom Wiklund                  | 3:00    |
| 9.  | „Sicha” (kor. 시차, ang. My Time) (wyk. Jungkook)                                                     | Sleep Deez, RM, Jungkook, Jayrah Gibson, Pdogg, Printz Board, Richelle Alleyne | Sleep Deez, Pdogg            | 3:54    |
| 10. | „Louder Than Bombs”                                                                                   | Troye Sivan, Allie XLeland, Bram Inscore, RM, Suga, J-Hope | Bram Inscore                 | 3:37    |
| 11. | „On”                                                                                                  | Antonina Armato, Rigo, J-Hope, Julia Ross, Krysta Youngs, Fontana, Michel Schulz, Pdogg, RM, Suga | Pdogg                        | 4:06    |
| 12. | „Ugh!” (kor. 욱 (UGH!)) (wyk. RM, J-Hope i Suga)                                                      | Supreme Boi, Suga, RM, Hiss Noise, J-Hope, Icecream Drum | Supreme Boi                  | 3:45    |
| 13. | „00:00 (Zero O’Clock)” (wyk. Jin, V, Jimin i Jungkook)                                                | Pdogg, RM, Jessie Lauryn Foutz, Antonina Armato | Pdogg                        | 4:10    |
| 14. | „Inner Child” (wyk. V)                                                                                | Pdogg, RM, V, Ryan Lawrie, Max Graham, Matthew Thomson, Adien Lewis, Ellis Miah, James F. Reynolds | Arcades                      | 3:53    |
| 15. | „Chingu” (kor. 친구, ang. Friends) (wyk. V i Jimin)                                                   | Pdogg, Jimin, Supreme Boi, Adora, Martin Sjølie, Stella Jang | Pdogg, Jimin                 | 3:19    |
| 16. | „Moon” (wyk. Jin)                                                                                     | Mikael Daniel Caesar, RM, Hyung Kwon Do, Alex Ludwig Lindell, Jin, Park Soo-hyun, Candace Nicole Sosa, DJ Swivel                                                                                               | Slow Rabbit                  | 3:29    |
| 17. | „Respect” (wyk. RM i Suga)                                                                            | Hiss Noise, Suga, RM, El Capitxn | Hiss Noise, Suga, El Capitxn | 3:58    |
| 18. | „We Are Bulletproof: The Eternal”                                                                     | DJ Swivel, Audien, Sunshine (Cazzi Opeia & Ellen Berg), Etta Zelmani, RM, Will Tanner, Gusten Dahlqvist, Candace Nicole Sosa, Suga, J-Hope, Elohim, Antonina Armato, JeL (Alex Karlsson & Alexej Viktorovitch) | Audien                       | 4:22    |
| 19. | „Outro: Ego” (wyk. J-Hope)                                                                            | J-Hope, Hiss Noise, Supreme Boi | Hiss Noise                   | 3:16    |
| 20. | „On” (featuring Sia) (digital bonus track)                                                            | Armato, Rigo, J-Hope, Ross, Youngs, Fontana, Schulz, Pdogg, RM, Suga |                              | 4:06    |

## Notowania
| Lista                                | Najwyższa pozycja |
| ------------------------------------ | ----------------- |
| Gaon Weekly Album Chart              | 1                 |
| Argentyna (CAPIF)                    | 7                 |
| Australia (Top 50 Albums)            | 3                 |
| Austria (Ö3 Austria)                 | 1                 |
| Belgia (Ultratop Flanders)           | 1                 |
| Belgia (Ultratop Wallonia)           | 2                 |
| Czechy (ČNS IFPI)                    | 12                |
| Dania (Hitlisten)                    | 4                 |
| Estonia (Eesti Ekspress)             | 1                 |
| Finlandia (Top 50 Albums)            | 2                 |
| Francja (SNEP)                       | 1                 |
| Hiszpania (PROMUSICAE)               | 1                 |
| Holandia (Album Top 100)             | 1                 |
| Irlandia (OCC)                       | 1                 |
| Japonia (Billboard Japan Hot Albums) | 1                 |
| Japonia (Oricon Album Chart)         | 1                 |
| Kanada (Billboard Canadian Albums)   | 1                 |
| Litwa (AGATA)                        | 1                 |
| Niemcy (Offizielle Top 100)          | 1                 |
| Włochy (FIMI)                        | 3                 |
| Nowa Zelandia (RMNZ)                 | 1                 |
| Norwegia (VG-lista)                  | 2                 |
| Polska (ZPAV)                        | 1                 |
| Słowacja (ČNS IFPI)                  | 22                |
| Szkocja (OCC)                        | 1                 |
| Szwajcaria (Schweizer Hitparade)     | 1                 |
| Szwecja (Sverigetopplistan)          | 3                 |
| Węgry (MAHASZ)                       | 1                 |
| Wielka Brytania (OCC)                | 1                 |
| US Billboard 200                     | 1                 |
| US World Albums (Billboard)          | 1                 |
| US Rolling Stone Top 200             | 1                 |

## Sprzedaż
| Kraj                    | Sprzedaż                      | Certyfikaty |
| ----------------------- | ----------------------------- | ----------- |
| Korea Południowa (Gaon) | 4 376 975 (stan na luty 2021) | 4x Million  |
| Chiny                   | 424 637                       |             |
| Japonia                 | 377 000                       | Platyna     |
| Stany Zjednoczone       | 422 000                       |             |
| Francja                 | 50 000+                       | Złoty       |
| Polska                  | 20 000+                       | Platynowy   |
| Wielka Brytania         | 60 000+                       | Srebrny     |